# Raihenek
Raihenek (Tetum für „Kiesboden“) ist ein Ort im Nordosten des indonesischen Westtimors an der Timorsee. Er ist der Verwaltungssitz des Desas Rainawe (Distrikt Kobalima, Regierungsbezirk Malaka, Provinz Ost-Nusa Tenggara). In der Region leben Angehörige der Ethnie der Tetum und der Bunak.